# Adam Carson
 (octobre 2022).
Si vous disposez d'ouvrages ou d'articles de référence ou si vous connaissez des sites web de qualité traitant du thème abordé ici, merci de compléter l'article en donnant les références utiles à sa vérifiabilité et en les liant à la section « Notes et références ».
Pour les articles homonymes, voir Carson.
Adam Alexander Carson (né le 5 février 1975) est le batteur du groupe rock AFI. Lui et le chanteur Davey Havok sont les membres originaux de AFI.
Il a aussi joué avec Tiger Army.
Il est végétarien.